# Side om side
|  | Denne artikel er oprettet af botten PalnaBot ud fra en ekstern database. Den kan derfor have sproglige fejl eller mangler. Denne skabelon kan fjernes efter kontrol af indholdet. |

Side om side er en film instrueret af Christian Sønderby Jepsen.

## Handling
To haver, en hæk og tre meter ingenmandsland. Mere skal der ikke til for at skabe et drama af dimensioner. Naboerne Frost og Jepsen (instruktørens far) har ikke talt sammen i en halv menneskealder, og tilsyneladende kan de ikke helt huske hvorfor.